# Lutz Bachmann (Biologe)
Lutz Bachmann (* 14. Februar 1959 in Bremen) ist ein deutscher Molekularbiologe.

## Leben
Bachmann studierte nach dem Abitur 1977 in Bremen Biologie (Diplom 1986) an der Eberhard Karls Universität Tübingen, der Universität Helsinki und der Universität Oulu. Danach war er wissenschaftlicher Mitarbeiter in Tübingen, in der Abteilung für Populationsgenetik. 1990 wurde er mit der Dissertation Vergleichende Untersuchungen über die Satelliten-DNA verschiedener Arten der Drosophila-obscura-Gruppe zum Dr. rer. nat. promoviert. 1996 erfolgte die Habilitation, im Anschluss erhielt er eine Privatdozentur für Genetik. 1999/2000 war er am Pritzker Lab of Molecular Systematics and Evolution des Field Museum of Natural History in Chicago tätig.
Im Jahr 2000 wurde er Professor für Molecular Systematics am Naturhistorisk Museum (NHM) der Universität Oslo. Von 2005 bis 2009 war er Leiter der dortigen Abteilung für Zoologie und der Graduiertenschule für Systematische Parasitologie. Seine Forschungsschwerpunkte sind Populationsgenetik, Phylogenese, Molekulare Evolution und Molekulare Systematik.
Gemeinsam mit Michael Scholz entwickelte er in den 1990er Jahren einen Schnelltest zur paläogenetischen Verwandtschaftsanalyse. Er war u. a. in das DFG-Projekt Die Bedeutung der Neandertaler bei Auftreten und Verbreitung des Homo sapiens sapiens in Europa am Osloer National Centre for Biosystematics (NCB) eingebunden und Mitglied des Panels Fribioøko des Research Council of Norway. 
Er veröffentlichte mehrere wissenschaftliche Fachaufsätze und Buchbeiträge. Bachmann hat im Web of Science, welches 73 Artikel listet, einen h-Index von 19 (Stand: 20. Januar 2015). Bachmann ist Mitglied der Editorial Boards mehrerer Fachzeitschriften wie Journal of Zoological Systematics and Evolutionary Research. Zudem ist er Executive Editor der Zeitschrift Zoologica Scripta.
Bachmann ist verheiratet und Vater einer Tochter.

## Schriften (Auswahl)
- Evolutionary changes of the structure of mobile genetic elements in Drosophila. In: Klaus Wöhrmann, Jürgen Tomiuk, Andreas Sentker (Hrsg.): Transgenic Organisms. Biological and Social Implications. Birkhäuser, Basel u. a. 1996, ISBN 3-7643-5262-0, S. 37–44.
- mit Philip David Harris, Tor A. Bakke: The Parasites and Pathogens of the Atlantic Salmon. Lessons from Gyrodactylus salaris. In: Øystein Aas, Sigurd Einum, Anders Klemetsen, Jostein Skurdal (Hrsg.): Atlantic Salmon Ecology. Blackwell Publishing, Oxford u. a. 2011, ISBN 978-1-4051-9769-4, S. 221–252.